# GYÉPÉ csata
A GYÉPÉ csata (eredeti cím: Cripple Fight) a South Park című amerikai animációs sorozat 67. része (az 5. évad 2. epizódja). Elsőként 2001. június 27-én sugározták az Amerikai Egyesült Államokban.

## Cselekmény
A főszereplő fiúk csatlakoznak egy cserkészcsapathoz és Meleg Al lesz a cserkészvezetőjük. Szüleik attól tartanak, a homoszexuális Al esetleg majd molesztálja a gyerekeiket. Meleg Alt emiatt gyorsan kirúgják az egyesületből, melynek már kilencéves kora óta tagja volt. Helyét egy új cserkészvezető, a szigorú Mr. Grazier veszi át. Róla hamar bebizonyosodik, hogy egy Sikamlós ököl névre hallgató gyermekmolesztáló pedofil. A gyűléseken pornográf képeket készít a cserkészekről és veréssel fenyegeti meg őket, amennyiben erről bárkinek is beszélni mernek.
Egy új tanuló, a mozgássérült Jimmy érkezik a városba és stand-up komikusi tehetségének köszönhetően hamar népszerűvé válik a cserkészcsapatban. Timmy, a másik fogyatékossággal élő cserkész viszont egyre féltékenyebb lesz Jimmy sikereire, és minden eszközzel megpróbálja eltávolítani az útból vetélytársát.
Hogy Meleg Alt visszavegyék a cserkészekhez, a főszereplő gyerekek, Timmyvel és Jimmyvel kiegészülve tüntetni kezdenek egy parkolóban. Jimmy előadói képességeivel igyekeznek odacsalni az embereket. A műsor azonban hamar félbeszakad, amikor Timmy és Jimmy egy újabb nézeteltérése hosszadalmas és brutális verekedésbe torkollik. Ezt társaik „GYÉPÉ harc” felkiáltással reklámozzák, ezzel népes bámészkodó közönséget szerezve a véres eseménynek.
A melegjogi szervezetek és Gloria Allred ügyvédnő nyomására Meleg Al beperli a cserkészeket, miközben Mr. Grazier lebukik és a rendőrség letartóztatja. Habár megnyeri a pert és visszatérhetne az egyesületbe, Al mindenki meglepetésére kijelenti, nem kívánja a többi cserkészvezetőre ráerőltetni akaratát. Úgy gondolja, joguk van kizárni valakit maguk közül a saját szabályaik szerint, ahogyan neki is joga van felvállalni másságát.
A gyerekek ezután új cserkészvezetőt kapnak, Timmy pedig sikeresen megszabadul riválisától. Számítógép segítségével Jimmy fejét egy ölelkező meleg párt ábrázoló fotóra montírozza és a képet a cserkészvezetőknek megmutatva kirúgatva Jimmyt az egyesületből.

## Kenny halála
Kennyt a történet során elragadja egy hatalmas sas, ennek ellenére az epizód legvégén sértetlenül látható.

## Popkulturális utalások
Az epizód apropóját James Dale meleg aktivista bírósági ügye adta (Boy Scouts of America v. Dale), akinek csatlakozását az Amerikai Cserkészszövetség korábban megtagadta. Jimmy és Timmy harci jelenete részben megegyezik John Carpenter 1988-as Elpusztíthatatlanok ímű filmjének hasonló jelenetével, melyben Nada és Frank Armitage verekszik egymással.